# Măgura (Bucsony község)
Măgura falu Romániában, Erdélyben, Fehér megyében. Közigazgatásilag Bucsony községhez tartozik.

## Fekvése
Bucsum-Izbita közelében fekvő település.

## Története
Măgura korábban Bucsum-Izbita része volt, 1956-ban vált külön, 72 lakossal.
1966-ban 76, 1977-ben 47, 1992-ben 33, 2002-ben pedig 27 román lakosa volt.